# 库马拉普拉姆
库马拉普拉姆（Kumarapuram），是印度泰米尔纳德邦甘尼亚古马里县的一个城镇。总人口13759（2001年）。

## 人口
该地2001年总人口13759人，其中男性6860人，女性6899人；0—6岁人口1454人，其中男753人，女701人；识字率78.66%，其中男性为79.74%，女性为77.59%。